# Dactylolabis (Dactylolabis) luteipyga
Dactylolabis (Dactylolabis) luteipyga is een tweevleugelige uit de familie steltmuggen (Limoniidae). De soort komt voor in het Nearctisch gebied.